# Kingston (Nuevo Brunswick)
Kingston es una parroquia canadiense situada en la provincia de Nuevo Brunswick.

## Superficie
Kingston tiene una superficie de 200,41 km².

## Demografía
En 2021, tenía 3202 habitantes, una densidad poblacional de 16 hab./km², y 1631 viviendas.